# Alburnoides rossicus
Alburnoides rossicus е вид лъчеперка от семейство Шаранови (Cyprinidae). Видът не е застрашен от изчезване.

## Разпространение
Разпространен е в Беларус, Полша, Русия и Украйна.